# Frederikshavn Bybusser
Frederikshavn Bybusser, er de busser der kører internt i Frederikshavn Kommune og driften varetages af trafikselskabet Nordjyllands Trafikselskab. Linjenettet består af 8 buslinjer der kører mandag til fredag. og også lørdag for 2 af linjernes vedkommende.

## Historie
Historien omkring rutebuskørsel i Frederikshavn kan dateres i hvert fald tilbage til 1921, da Smed Bus linjer fra Sæby, og Skagensbanen fra Skagen begyndte at køre busruter ind og ud af Frederikshavn. Den endelige dato for bybuskørslens start i Frederikshavn, kan cirka også dateres til disse datoer, men den første kendte indregistrering på en bus brugt ved "Frederikshavn Omnibiler" som er det selskab bybustrafikken i Frederikhavn i de første år blev fremført under, er fra 1930.
Siden 1930, er trafikken for bybusserne i Frederikshavn blevet udvidet betydeligt af flere omgang, og ved en reformation i 2015, bestod linjenettet af 9 linjer.
Oprindelig før Nordjyllands Trafikselskab, overtog ansvaret for bybusserne i Frederikshavn, blev bybusserne drevet af private vognmænd og de tidligste billeder kan dateres tilbage til 1963. Den mest kendte operatør på bybusserne i Frederikshavn, må nok siges at være "Frederikshavn omnibiler". Frederikshavn omnibiler, begyndte driften i 1930, og har løbende udvidet sin buspakke, som i øvrigt har kørt i forskellige farver, som eksempelvis sandfarve og nok den farve de er mest kendt for. Rød. Senere blev der til den røde farve, dog tilføjet en grøn streg.

### Ny busterminal i Frederikshavn
I 2014, blev det besluttet at den gamle busterminal i Frederikshavn skulle erstattes med en nyere version. Den nye busterminal, ville i forhold til den gamle blive en anelse mindre, i forhold til den gamle rutebilstation men med bedre forhold.
Den nye busterminal, skulle anlægges for enden af Frederikshavn Station, i forhold, til den gamle som på på vestsiden af stationen, og skulle give passagerer en bedre overgang i mellem bus og tog eller omvendt. Den nye busterminal, skulle ligeledes rumme mulighed for cykelparkering. Efter en anlægsperiode stod den nye busterminal i 2017 færdig og klar til indvielse.

### Busser på gas i drift
I 2014, blev det besluttet at noget af buspakken i Frederikshavn nu skulle fremføres på gas. Man startede med rute 73, som er en regional buslinje mellem Aalborg og Frederikshavn. Disse busser blev indsat i drift fra 2016. Senere blev det i Frederikshavn så besluttet at flere af byens busser skulle kører på gas.

### Da konkursen satte alt i stå
Da Hjørring Citybus i 2018 var operatør på bybusserne i Frederikshavn skete der det der bare ikke måtte ske. Operatøren indgav konkursbegærring den 22. maj 2018. Der gik lidt tid, også blev Jørns bustrafik ny operatør på Frederikshavn bybusser.

### Kørsel ved speciale arrangementer
Også i Frederikshavn, sker der af og til et arrangement i byen som kræver noget ekstra kørsel. Tilbage i 2015, da der var VM i Frederikshavn, indsatte Frederikshavn kommune, blandt andet en gratis bus. I 2022, indsatte Frederikshavn kommune atter ekstrabusser. Denne gang kørte de i forbindelse med bluesfestival i byen.

## Historisk oversigt over større ændringer på Frederikshavns bybusnet
Alle byer med et bybusnet møder af og til tilpasninger i bustrafikken. Dette er med tiden også sket i Frederikshavn, og selv om der ikke er sket de største ændringer med tiden, så er der alligevel fundet lidt linjeomlægninger sted i den nordjyske havneby.

### Den tidligere linje 802
I 2002, bestod linjenettet af 4 bybuslinjer og en lokalrute kaldet 802, der kørte fra Elling via Frederikshavn til Haldbjerg. Linjenettet i Frederikshavn kørte i 2002, hele året alle ugens dage og ligeledes også med aften og weekenddrift. I 2003, blev det vedtaget at rute 802 skulle nedlægges, og derved stod Elling og Haldbjerg til at miste sin bustransport. Løsningen skulle være at omlægge ruterne 225, og 228, til at betjene henholdsvis Elling og Haldbjerg, og linjen endte faktisk også med at blive nedlagt, men. Buslinje 802, endte fra 2005, med at blive genoprettet, men genoprettelsen varede ikke mange år før den atter skulle vise sig at blive nedlagt, til fordel for en større linjeomlægning i Frederikshavn kommune.

### Bybusserne internt i Frederikshavn by, og sammenlægningen med lokaltrafikken
Selve Frederikshavn by, var i mange år blevet dækket af egentlige bybusser som kun kørte intern i Frederikshavn by. Frem til 2015, var dette også strukturen for netop Frederikshavn, men herefter ændrede kommunen strukturen for Frederikshavns bybussystem. Linjenettet internt i Frederikshavn by, bestod frem 2010, af linjerne 1-4, hvorimod lokale ruter internt i kommen bestod af linjenumre i 800 serien. I 2010, skete der dog det at Frederikshavn kommune ville ændre på linjenettet sammensætning i Frederikshavn, og det betød blandt andet at 800nummerserien udgik, og de lokale ruter i Frederikshavn kommune blev indlemmet i byens bybussystem.
Indlemmelsen af lokalruterne i Frederikshavns bybussystem fandt sted i marts 2011, og foregik således at man omnummererede 800 linjerne. Linjerne blev nummereret til 11(800 og 801), 12(802), og 13(802). Linje 802, som før var en sammenhængende rute, blev herved delt op i 2 separate linjer, sådan at betjeningsområderne i og omkring Elling, og i Haldbjerg, blev udvidet, i forhold til den eksisterende rute.
Senere i 2011, skete der endnu en udvidelse af det Frederikshavnske bybusnet. I August, 2011, kom en linje 14, til i bybusnettet, og denne linje skulle i første omgang vise sig at være en kørselsløsning, for Frydenstrandskolen. Endnu en kørselsløsning, kom til i Januar 2013, da en linje 15, som skulle fungere som en kørselsløsning for Nordstjerneskole trådte i kraft. En udvidelse af Frederikshavns bybusnet, fandt sted senere i 2013. I August 2013, trådte en ny busplan for Frederikshavn kommune i drift, og dette betød også goddag til en ny bybuslinje i form af linje 5. Linje 5, blev oprettet som et supplement til den øvrige bybustrafik, og for blandt andet at give "Frydenstrand" bybusbetjening. Den sidste egentlige udvidelse af bybusnettet i Frederikshavn, fandt sted i 2014. En linje 21, der forbandt nogle af Frederikshavns Satellitbyer, blev oprettet. Linjen fungerede dog som en skolebus, og kørte ikke på ikke skoledage.
Da linjenettet underlagt Frederikshavn bybusser, var på sit højeste, havde hele 11 linjer i Frederikshavn æren af at være "bybus", men alt har jo som bekendt også en ende. Allerede fra året efter, den sidste nyoprettelse til Frederikshavns bybusnet, begynder de første nedlæggelser og ændringer at finde sted.

### Nedlæggelserne og større omlægninger begynder
I 2015, efter et års tid med hele 11 linjer kategoriseret som bybus i Frederikshavn kommune, begynder de første nedlæggelser og omlægninger nu at finde sted. Fra den 28. Juni 2015, blev de hidtidige linjer 1 og 2 blev nedlagt, imens linje 14 fik ændret sin ruteføring og gjort til en særlig sommerrute kun med kørsel i skolernes sommerferie. Linjerne 11 og 12, fik ændret sit linjenummer til 1 og 2 alt imens linje 21 blev omdøbt til linje 11. Der blev derudover oprettet en ny linje 2E, for at dække et større område efter en skolenedlæggelse. En linje 12, fra Strandby og til Ålbæk, blev oprettet i forbindelse med skolekørsel..
Præcis 5 år skulle der gå fra de sidste omlægninger, og den 28. juni 2020 kom der atter omlægninger på bybusnettet i Frederikshavn. Linje 5, som blev oprettet i 2013, og som desuden var det nyeste skud på stammen over reelle bybuslinjer, blev nu nedlagt. Til erstatning for linje 5, blev linje 4 og 3 lettere omlagt. Derudover skete der nogle reduceringer på linje 1 og 2, som bl.a mistede lørdagskørslen. Linje 13 mistede en svagt benyttet morgenafgang.

### Sommerbussen linje 14
I 2015, introducerede Frederikshavn kommune det som NT kalder en "Sommerbus". en sommerbus er en rute der kun køre, imens folkeskolerne holder sommerferie. Det samme var tilfældet med Frederikshavns linje 14, som oprindeligt var en kørselsløsning for en af Frederikshavn folkeskoler. Linjen skulle herefter, kører mellem Stena Lines færgeterminal også palmestranden. Linjen kørte i 6år, før den i kørte sidste gang i sommeren 2021.

## Nuværende linjeoversigt
Frederikshavn Kommune er siden Juni 2020 blevet betjent af følgende ruter.
| Linje | Ruteføring | Bemærkninger                                                |
| ----- | --- | ----------------------------------------------------------- |
| 1     | Frederikshavn St. - Vesterport - Hjørringvej - Ravnshøj - Lendum - Ravnshøj- Hjørringvej - Vesterport - Frederikshavn St.                        | Visse ture køre over Kvissel når linje 11 ikke kører.       |
| 2     | Frederikshavn St. - Gymnasiet - Sygehuset - Elling - Strandby - Elling - Sygehuset - Gymnasiet - Frederikshavn St.                               | Køre kun på folkeskole og FGU dage.                         |
| 3     | Frederikshavn St. - (Gudekvarteret) - EUC - Møllehuset - Bangsbostrand - Frederikshavn St.                                                       |                                                             |
| 4     | Frederikshavn St. - Nordstrand - Sindallund - Engparken - Knivholtvej - Frederikshavn St.                                                        |                                                             |
| 11    | Ravnshøj - Åsted - Kvissel - Mariendal - Nordstjerneskolen - Gudekvarteret - Ravnshøj                                                            | Køre kun på folkeskoledage                                  |
| 12    | Strandby - Jerup - Ålbæk - Jerup - Standby | En enkelt gang i ugen har ruten en tur til Skagen Svømmehal |
| 13    | Frederikshavn St. - EUC - Bangsbostrand - Haldbjerg - Understed - Hørby - Hørby - Understed - Haldbjerg - Bangsbostrand - EUC - Frederikshavn St |                                                             |

## Fremtiden i Frederikshavn
Som følge af COVID-19-pandemien, skal der spares på den kollektive trafik, og dette er også tilfældet for Frederikshavn Kommune. I Frederikshavn Kommune er det blevet besluttet at bybusserne i Frederikshavn reduceres til et "SKAL" kørselssegment. Dette betyder i bund og grund af at betjeningsniveauet i Frederikshavn kommune reduceres til et minimum. Betjeningsomfanget betyder således at betjeningen på bybusbetjeningen reduceres til at omfatte at buskørslen i Frederikshavn Kommune kun kører så det passer med at kommunens skoler og Gymnasier, har busbetjening. Linje 3 og 4, skal umiddelbart fortsætte med at kører med en enkelt bus, uden for myldretiderne, for at betjene Frederikshavns borgere.

### Status fra sommeren 2023
Ved køreplansskiftet der fandt sted den 25. Juni 2025 blev der skåret ned i kørslen på Frederikshavns bybusser. Kørslen, blev skåret så meget ned at Frederikshavns bybuslinje 2, nu udelukkende køre på skoledage. Linjerne 1,3 og 4 fik reduceret sit kørselsomfang betydeligt sådan at linje 1 er blevet tilpasset kørsel på skoledage, men også med få ture på dage hvor folkeskoler holder lukket. Linje 3 og 4 er blevet reduceret så betjeningsomfanget svare til et Servicebus niveau.

## Galleri
- Den nuværende busterminal i frederikshavn
- Linje 1 på Frederikshavn Busterminal inden afgang imod Lendum
- Linje på Frederikshavn Busterminal kort inden afgang imod Stransby
- Frederikshavns linje 3, inden afgang imod Møllehuset
- Linje 4 i Frederikshavn
- Linje 11 i Frederikshavn, inden afgang imod Kvissel, ved Ravnshøj Skole
- Linje 13 fra Nilles busser på Frederikshavn busterminal
- En ældre bus af typen Volvo B12BLE ved Ravnshøj Skole